# Thanatus lamottei
Thanatus lamottei là một loài nhện trong họ Philodromidae.
Loài này thuộc chi Thanatus. Thanatus lamottei được miêu tả năm 1964 bởi Jézéquel.